# Даніка Патрік
Даніка С'ю Патрік (англ. Danica Sue Patrick, народилась 25 березня 1982 року, в Белойті, США) — американська автогонщиця.

## Загальна інформація
Батьки Даніки (Ті-Джей і МЕВ) зустрілися на гонках на снігоходах в 1970-х — МЕВ допомагала одному з друзів як механік. Ті-Джей же був одним з учасників змагань.
Останнім часом обоє батьків допомагають дочці — батько завідує її сайтом та супроводжує дочку на континентальних змаганнях. Мама ж завідує бізнес-проектами, в яких так чи інакше зайнята Даніка.
У 2005—2013 роках Даніка була одружена з фізіотерапевтом Полом Едвардом Хоспенталем (нар. 1966)
У 2005 році, у зв'язку з одруженням, вона прийняла католицьку віру.
Ходило багато чуток, що Даніка зустрічається з кимось із пілотів і саме це стало причиною розриву відносин з Полом Хоспенталем. 24 січня 2013 Патрік офіційно заявила, що зустрічається з Ріком Стенхаусом-молодшим (чемпіон 2011 і 2012 года NASCAR Nationwide Series).
Американка далеко не зразковий водій у звичайному житті. Декілька разів вона отримувала штрафи за перевищення швидкості.

### 2007. Перехід в Andretti-Green Racing

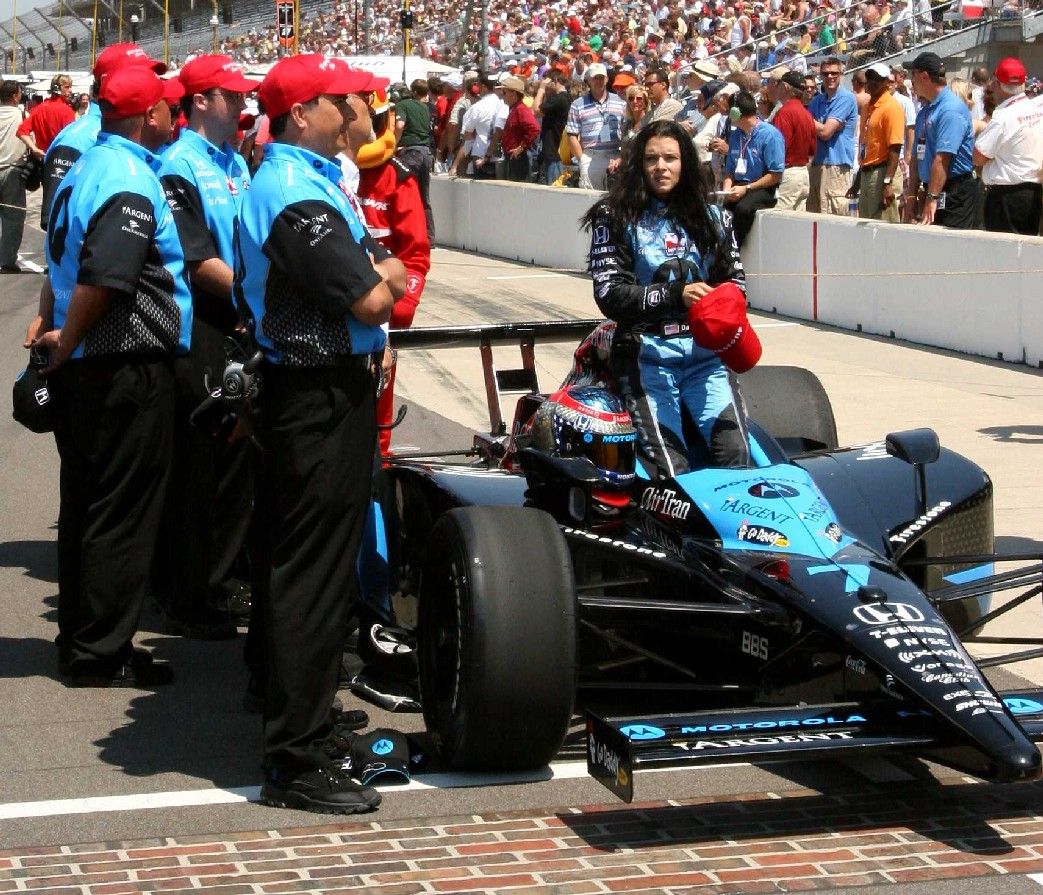
Даніка після кваліфікації Indy 500 2007 року.

## Гоночна кар'єра

### Ал'янс з Team Rahal

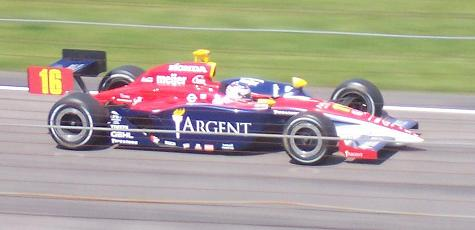
Патрік під час Indy 500 2006 року

Стартовий рік виявився гарним В травні Патрі стає четвертою жінкою, що пробилася на старт Indy 500, причому зайнявши на старті 4-е місце (причому її спроба на передкваліфікаційному тренуванні була швидше підсумкового часу поула) — рекордне для жінок-гонщиць на той момент. І в самій гонці Даніка продовжує бити рекорди для жінок-гонщиць: вона першою очолює гонку, пізніше вона навіть бореться за перемогу, але трохи заглохша на піт-стопі машина, невелика аварія по ходу гонки і вимушена економія палива на останніх колах приводить її лише на четверте місце на фініші. Проте навіть цього виявляється досить для звання найкращого новачка змагань, а також стає черговим рекордом для жінок (побивши досягнення Джанет Гантрі 1978 року).